# Volta Grande (kommun)
Volta Grande är en kommun i Brasilien.   Den ligger i delstaten Minas Gerais, i den sydöstra delen av landet, 900 km sydost om huvudstaden Brasília. Antalet invånare är 5 063.
Följande samhällen finns i Volta Grande:
- Volta Grande

Omgivningarna runt Volta Grande är huvudsakligen savann. Runt Volta Grande är det ganska glesbefolkat, med 30 invånare per kvadratkilometer.